# Marc Bolan
Mark Feld (Londres, 30 de septiembre de 1947- ibídem, 16 de septiembre de 1977), conocido por su nombre artístico Marc Bolan, fue un músico, compositor, actor y cantante británico y una de las figuras más populares del glam rock durante la década de 1970. 
Fue el líder del grupo Tyrannosaurus Rex, nombre posteriormente acortado a T. Rex. Se le considera como el "Padre del glam" por una presentación en marzo de 1971, donde apareció con purpurina o escarcha, y satén en el programa Top of the Pops, de la BBC, siendo considerado como el primer acto público del glam rock de la historia. La crítica musical consideró esta presentación como el inicio de la música glam.
El sexto álbum de su banda, Electric Warrior, le permitió a Bolan convertirse en uno de los músicos más importantes de principios de los años setenta, no sólo en el Reino Unido, sino también en los Estados Unidos. El álbum contiene el exitoso sencillo Get It On.
Murió trágicamente durante un accidente de tránsito en septiembre de 1977, 2 semanas antes de cumplir los 30 años. Fue inducido póstumamente al Rock and Roll Hall of Fame, en el 2020, junto con su banda, y es reconocido como importante influencia para otros músicos y artistas de otras manifestaciones artísticas.

## Biografía

### Primeros años
Marc nació en Hackney, al este de Londres, el 30 de septiembre de 1947, siendo el hijo de un camionero. Cuando tenía 15 años, su familia se mudó de Hackney a Wimbledon, en el sudoeste de Londres, dejando la escuela para iniciar una carrera como modelo juvenil.
Sus primeras influencias musicales fueron los músicos estadounidenses Gene Vincent, Eddie Cochran y Chuck Berry. Se convirtió en miembro de la subcultura mod, siendo visitante habitual del barrio londinens de Soho.

### Trayectoria musical

#### John's Children
Tras grabar varios discos bajo el nombre de Toby Tyler (nombre que se puso por su admiración temprana de los cantautores Bob Dylan y Donovan) Mark ingresa a la banda proto punk y mod John's Children, la cual pareció inicialmente muy prometedora, siendo muy aclamados en sus recitales y llegando a realizar algunas grabaciones. 
Una de sus primeras grandes canciones sería "Desdemona" de 1967, escrita por el mismo Bolan, la cual fue vetada por la BBC por sus letras controvertidas.

#### Tyrannosaurus Rex

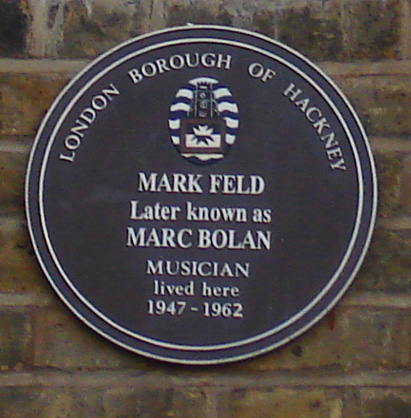
Placa homenaje a Marc Bolan.

Junto al percusionista Steve Peregrin Took fundó, en 1967, la banda Tyrannosaurus Rex. Bajo este nombre grabaron tres álbumes: My People Were Fair and Had Sky in Their Hair But Now They're Content to Wear Stars on Their Brows (1968), Prophets, Seers and Sages - The Angels of the Ages (1968) y Unicorn (1969). Ya para esta época Mark empezó a usar su apellido artístico en honor a Bob Dylan, de quien tomó el Bo de Bob y el Lan de Dylan para crear Bolan. 
El estilo de Tyrannosaurus Rex era folk, siguiendo la admiración de Bolan por Dylan y Donovan, que también se hizo notorio en su corte de pelo.

#### T. Rex
En 1970 Bolan despidió a Took del grupo y se unió con Mickey Finn para formar T. Rex, abreviación del nombre de su segunda banda. Con la nueva alineación, Bolan lanzó un álbum homónimo en ese año, que fue mejor recibido por la crítica y tuvo mayor éxito comercial que sus trabajos con Tyrannosaurus Rex. Sus éxitos más recordados son canciones como Children of the Revolution, Ride a White Swan, Hot Love y Get It On (Bang a Gong), ambas n.º 1 en el Reino Unido. así como Jeepster. 
La nueva banda le permitió a Bolan alcanzar fama internacional, gracias a varios factores: El cambio de estilo musical de la banda de folk a rock, la puesta en escena del grupo y sobre todo, la estética con la que Bolan empezó a aparecer. Los cambios fueron motivados por el productor Tony Visconti, quien produjo el primer sencillo del grupo Ride a White Swan, y llevó a Bolan a lo eléctrico en perjuicio de su estilo acústico de años anteriores. El tema llegó al puesto 2 en 1971.
En marzo de 1971 T. Rex se presentó en el programa de la BBC Top of the Pops, para promocionar el primer sencillo de su segundo álbum. La canción interpretada fue Hot Love, y durante la presentación, Bolan se presentó vestido con satén, y con escarcha en el rostro, representando para muchos entendidos, entre ellos el crítico británico Ken Barnes, el inicio de la música glam, caracterizada por la extravagancia y la mezcla de prendas femeninas y masculinas. Meses después Bolan aparecería con botas y prendas de colores fuertes en el video de su segundo sencillo: Get It On. La canción se convirtió en el mayor éxito de la banda y de Bolan, y abonó el camino para el éxito de Electric Warrior, segundo álbum del grupo, que fue lanzado en septiembre de 1971.
A mediados de los años setenta, la popularidad de Marc Bolan descendió pese a que T. Rex continuó sacando discos a la venta.

### Muerte

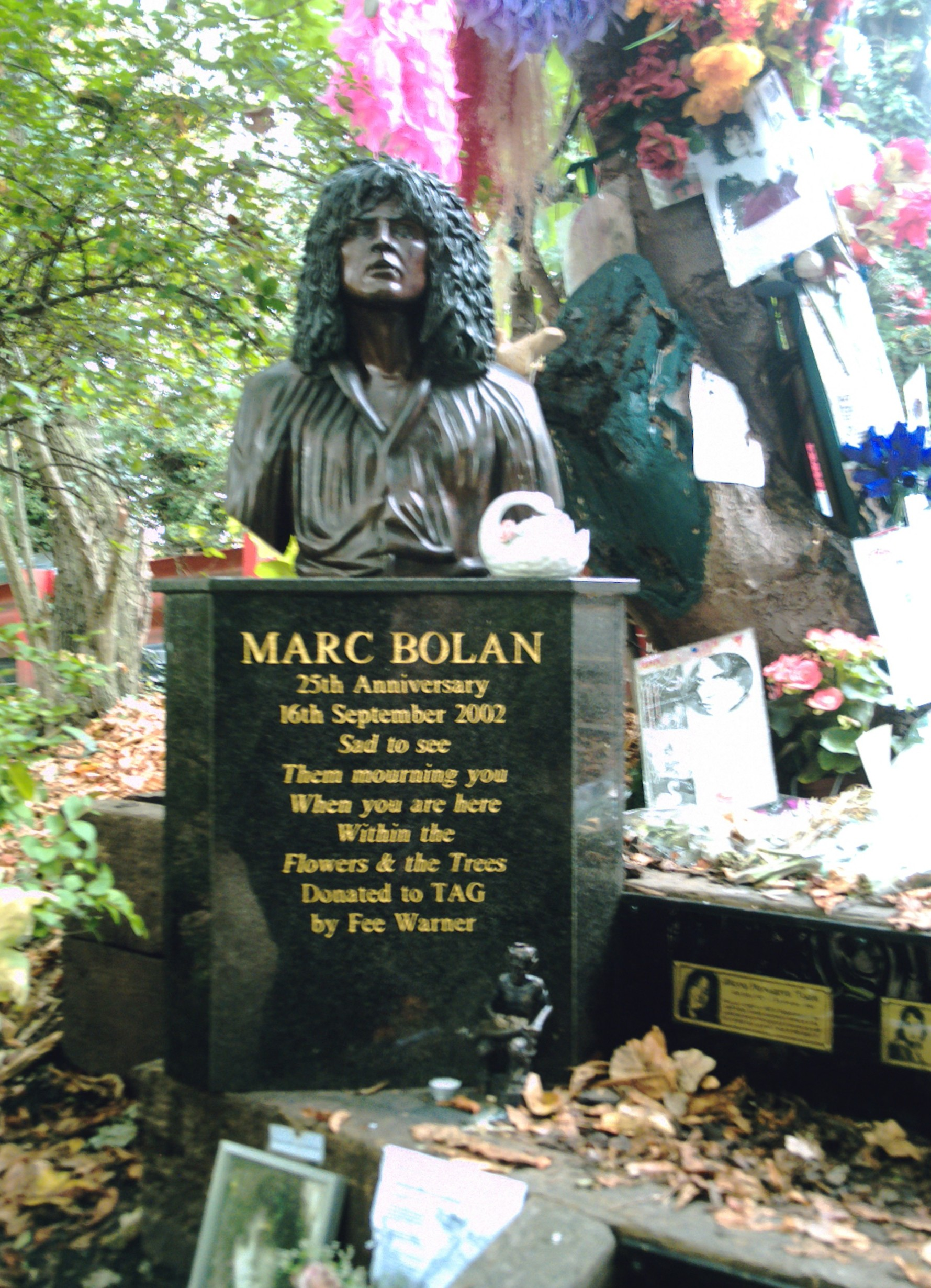
Busto homenaje a Marc Bolan en el lugar del accidente. (locación:)

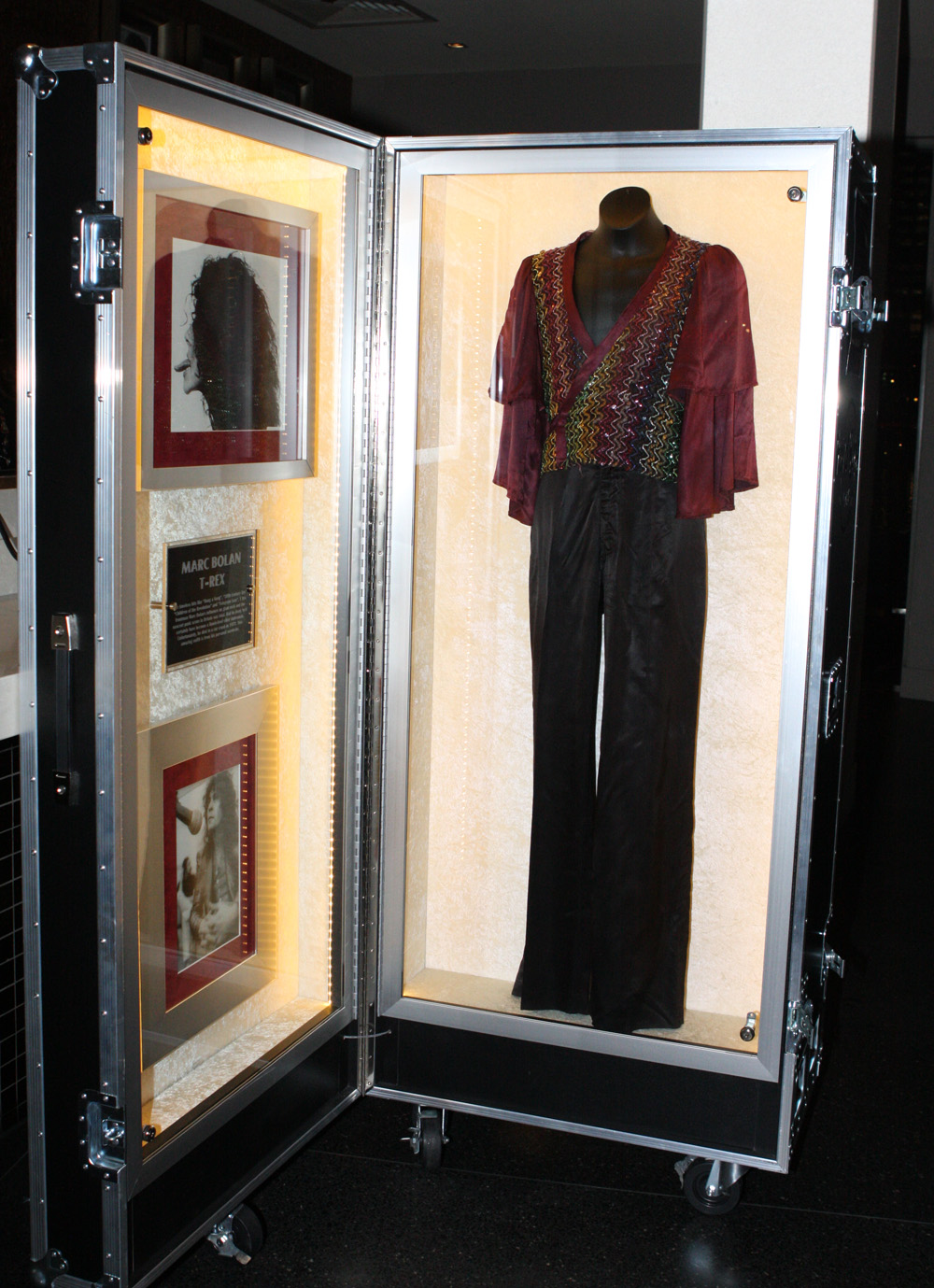
Traje de Bolan, Hard Rock Cafe Sidney

Falleció el 16 de septiembre de 1977 en un accidente de coche en Londres, a la edad de 29 años (irónicamente, Bolan adoraba los coches, como se puede observar en canciones como Cadillac o Jeepster, pero a la vez les tenía miedo y nunca sacó el permiso de conducir). La banda desapareció un año más tarde, en 1978.
El 16 de septiembre de 1977, Bolan regresaba a su casa de Londres en coche. La conductora era su novia, la cantante Gloria Jones. De repente, Jones perdió el control del automóvil, un Mini, y el coche chocó contra un árbol en el distrito de Barnes. Jones sufrió heridas y Bolan falleció. La causa oficial del accidente fue que un neumático no estaba con la presión correcta. 
Actualmente, la localización del accidente se ha convertido en un lugar de peregrinación de los seguidores del artista (conocido en inglés cómo Bolan's Rock Shrine) y se edificó un pequeño busto de Bolan, puesto ahí por su hijo Rolan en 2002.
Curiosamente, Bolan nunca aprendió a conducir por temor a una muerte prematura. A pesar de ello, el tema mencionado en muchas de sus canciones son los automóviles o componentes de ellos. También era dueño de varios vehículos, incluyendo un famoso Rolls-Royce blanco que había sido prestado por publicidad a la banda Hawkwind en la noche de su muerte.
Dos de los miembros originales de T. Rex murieron en diversas circunstancias: Steve Currie también murió en un accidente de tráfico en la ciudad portuguesa de Parra (Algarve) en  abril de 1981. En 2003 murió Mickey Finn por problemas hepáticos generados por su adicción al alcohol en Croydon (Surrey), a la edad de 55 años. El baterista Bill Legend (Fyfield) es el último miembro superviviente de la banda original.

## Vida privada
Bolan comenzó su primera relación romántica seria, con Theresa Whipman, en 1965. Se separaron en 1968 cuando Bolan conoció a June Ellen Child. La pareja se enamoró de inmediato y se mudaron juntos a un piso después de conocerse solo unos días. Se casaron el 30 de enero de 1970. Ella fue secretaria de sus entonces gerentes, Blackhill Enterprises, también gerentes de otro de sus héroes, Syd Barrett, quien salió con June. También influyó en elevar el perfil de su nuevo esposo en la industria de la música. La relación de Bolan con June fue tumultuosa; tuvo varias aventuras en el transcurso de su matrimonio, incluida una con la cantante Marsha Hunt en 1969 y otra con la artista Barbara Nessim mientras grababa en Estados Unidos en 1971. La pareja se separó en 1973, después de que June se enterara del romance de Bolan con su corista Gloria Jones. Después de la muerte de Bolan, June reveló que tuvo abortos durante su matrimonio porque creía que Bolan no era lo suficientemente maduro para ser padre.
Bolan y Gloria Jones mantuvieron una relación romántica comprometida desde 1973 hasta su muerte en septiembre de 1977. La pareja tuvo un hijo en septiembre de 1975 y los tres vivieron juntos como una familia nuclear durante casi dos años hasta la muerte de Bolan. A fines de junio de 1976, June Bolan demandó el divorcio por adulterio, citando a Gloria Jones como tercera parte. En la audiencia judicial del 5 de octubre de 1976, el juez adjunto Donald Ellison declaró: "Estoy convencido de que el esposo cometió adulterio con el co-demandado y que a la esposa le resulta intolerable vivir con él", y otorgó un decreto nisi. Doce meses después de esa fecha, se convertiría en decreto absoluto, rompiendo así los vínculos matrimoniales de los Bolan. "Los hechos son que ella inicialmente me dejó, y simplemente nos distanciamos", explicó Bolan después del fallo. "No hubo grandes escenas, nada de romper cosas. De repente sucedió un día. Ya no éramos una pareja". También aprovechó la oportunidad para arrojar un poco de luz sobre su sexualidad. "De todos modos, soy gay", bromeó solo a medias. "No puedo decir que era un homosexual latente, fui uno temprano. Pero el sexo nunca fue un gran problema. Soy un gran jodido". Cuando se le preguntó sobre la institución del matrimonio, respondió: "Gloria no quiere casarse y yo tampoco. Si alguna vez me vuelvo a casar con alguien, pondré una cláusula de que cuando termine, estarás solo, y eso significa financieramente también".

## Discografía

### Tyrannosaurus Rex
- My People Were Fair and Had Sky in Their Hair... But Now They're Content to Wear Stars on Their Brows (1968)
- Prophets, Seers & Sages: The Angels of the Ages (1968)
- Unicorn (1969)
- A Beard of Stars (1970)

### T. Rex
- T. Rex (1970)
- Electric Warrior  (1971)
- The Slider (1972)
- Tanx (1973)
- Zinc Alloy and the Hidden Riders of Tomorrow (1974)
- Bolan's Zip Gun (1975)
- Futuristic Dragon (1976)
- Dandy in the Underworld (1977)

### Sencillos en solitario
- "The Wizard" / "Beyond the Risin' Sun" (1965)
- "The Third Degree" / "San Francisco Poet" (1966)
- "Hippy Gumbo" / "Misfit" (1966)
- "Beyond The Sun" (2007)

### Dib Cochran & The Earwigs
- "Oh Baby / Universal Love" (1970)

### Big Carrot
- "Blackjack" / "Squint Eye Mangle" (1973)